# 高橋輝彦
高橋 輝彦（たかはし てるひこ、1914年4月29日 - 没年不明（1993年4月1日 - 2003年3月1日の間））は、神奈川県出身のプロ野球選手。

## 来歴・人物
神奈川県立商工実習学校（現：神奈川県立商工高等学校）時代には春1回（1931年）、夏2回（1928年、1931年）甲子園に出場した。
その後、専修大学に進学し、遊撃手として活躍。1935年秋季の東都大学リーグ戦では打率.346をマークしている。また身長五尺五寸三分、体重十六貫五百匁で趣味は映画鑑賞だったと伝わる。
1936年、東京セネタースの結成に参加（そのため、専大を中退）。苅田久徳・中村信一・綿貫惣司と共に｢百万ドル内野陣｣と呼ばれる鉄壁の守備を形成した。本職は三塁手だったが、内外野どこでも守れるユーティリティプレイヤーぶりを発揮した。打撃面も良く、1936年春夏リーグでは全選手中最多となる18打点（ただし、このシーズンに限り最多打点としてのタイトル表彰はなし）を記録。1936年秋季リーグでは打率.275で打率ベストテン入り（8位）をした。また選球眼も優れており、四球の数が三振を上回っていた。しかし同年シーズン終了後、1度目の応召。1940年復帰したが、1942年に2度目の応召。
戦後はプロ野球に戻らず、1946年からノンプロの豊岡物産（主将に選出）でプレーし、日本球界初の天覧試合にも出場。その後、現役引退。
引退後は、アマチュア野球の指導に携わった。まず母校・神奈川県立商工高等学校の監督を務め、1950年夏の甲子園に導いた。当時の教え子に大沢啓二がいる。その後、馬渕建設（ノンプロ）、母校である専修大学の監督を経て、1965年に横浜高等学校の監督に就任。コーチであった渡辺元智を指導し、横浜高校を高校野球の強豪校となる下地を作った。1967年限りで、監督の座を渡辺に譲って退任。渡辺によれば、「高橋輝彦前監督は専修大学野球部の黄金時代を築いた監督で、実に紳士的で野球理論も卓越していた」と高橋の博識・性格を評価している。
また、妹の園子も「自慢の兄だった」と生前に話している。大甥の角田祐介は甲子園に連れて行ってもらった事がある。
没年日時ははっきりと分かっていないが、専修大学の体育会70周年記念式典で感謝状（体育会長、各部・同好会の部長、監督、OB会長を務め、対象期間中に逝去された方）を送られた記述があり、それによると、1993年4月1日 - 2003年3月1日の間に死去した。享年は78～88の間である。

## 詳細情報

### 年度別打撃成績
| 年 度     | 球 団             | 試 合 | 打 席 | 打 数 | 得 点 | 安 打 | 二 塁 打 | 三 塁 打 | 本 塁 打 | 塁 打 | 打 点 | 盗 塁 | 盗 塁 死 | 犠 打 | 犠 飛 | 四 球 | 敬 遠 | 死 球 | 三 振 | 併 殺 打 | 打 率 | 出 塁 率 | 長 打 率 | O P S |
| --------- | ----------------- | ----- | ----- | ----- | ----- | ----- | -------- | -------- | -------- | ----- | ----- | ----- | -------- | ----- | ----- | ----- | ----- | ----- | ----- | -------- | ----- | -------- | -------- | ----- |
| 1936春    | 東京セネタース 翼 | 16    | 69    | 56    | 15    | 13    | 2        | 0        | 2        | 21    | 18    | 4     | --       | 1     | --    | 12    | --    | 0     | 4     | --       | .232  | .368     | .375     | .743  |
| 1936秋    | 東京セネタース 翼 | 28    | 121   | 102   | 16    | 28    | 10       | 1        | 0        | 40    | 17    | 7     | --       | 0     | --    | 19    | --    | 0     | 10    | --       | .275  | .388     | .392     | .780  |
| 1940      | 東京セネタース 翼 | 27    | 91    | 77    | 14    | 19    | 1        | 0        | 0        | 20    | 7     | 8     | --       | 0     | 0     | 14    | --    | 0     | 10    | --       | .247  | .363     | .260     | .623  |
| 1941      | 大洋軍            | 27    | 107   | 85    | 9     | 10    | 1        | 1        | 0        | 13    | 3     | 2     | --       | 6     | --    | 16    | --    | 0     | 15    | --       | .118  | .257     | .153     | .410  |
| 通算：3年 | 通算：3年         | 98    | 388   | 320   | 54    | 70    | 14       | 2        | 2        | 94    | 45    | 21    | --       | 7     | 0     | 61    | --    | 0     | 39    | --       | .219  | .344     | .294     | .638  |

- 各年度の太字はリーグ最高
- セネタース（東京セネタース）は、1940年途中に翼（翼軍）に球団名を変更

### 背番号
- 1 （1936、1940年）[7]
- 5 （1941年）[8]